# غينادي زوغانوف

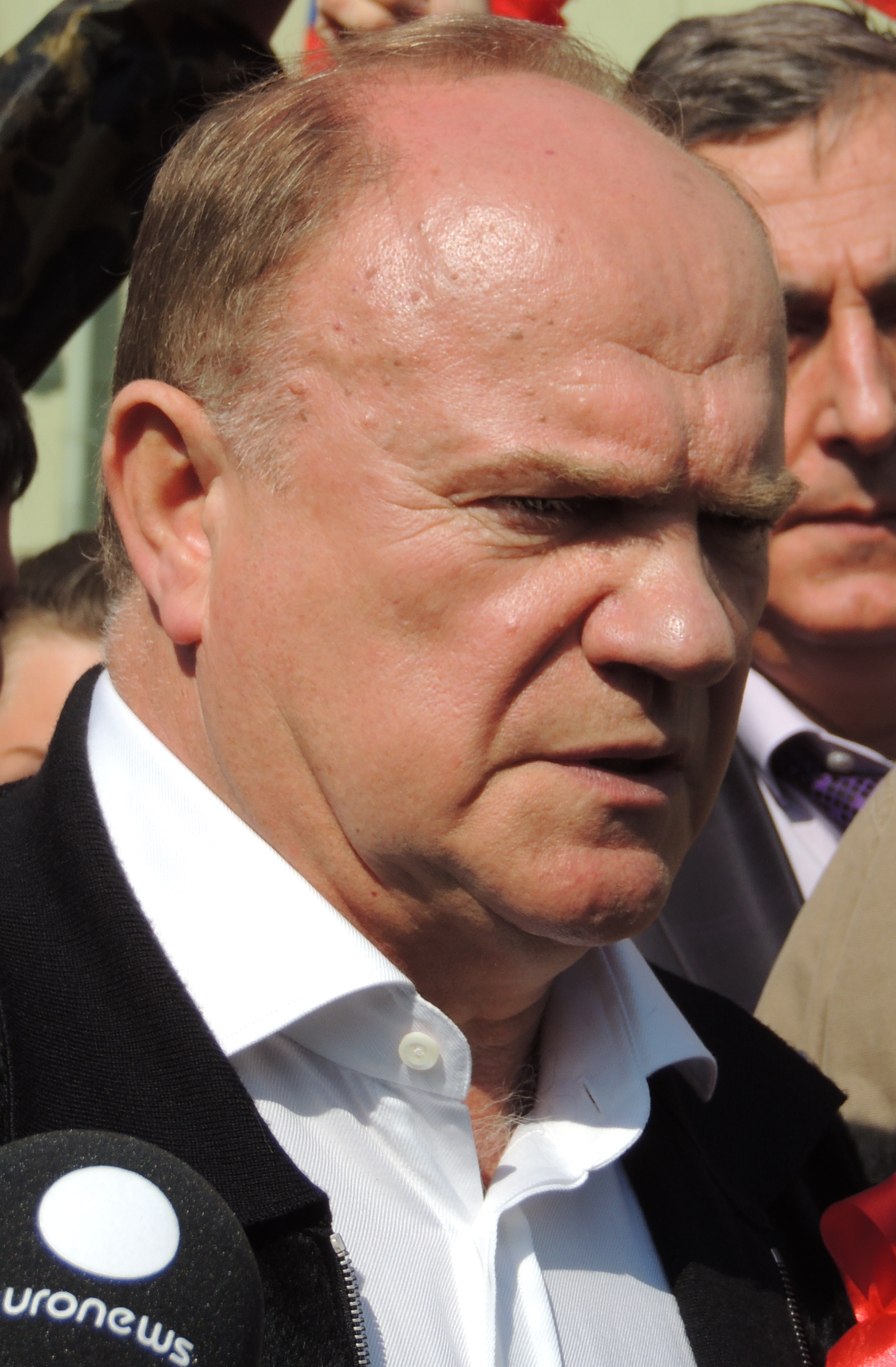

غينادي زوغانوف (بالروسية: Генна́дий Андре́евич Зюга́нов؛ ولد في 26 يونيو 1944) هو سياسي روسي، وهو أول أمين سر للحزب الشيوعي لروسيا الاتحادية (منذ 1993)، ورئيس اتحاد الأحزاب الشيوعية - الحزب الشيوعي للاتحاد السوفيتي (منذ 2001)، وانتخب نائبًا في مجلس الدوما لأعوام 1993 و1995 و1999 و2003 و2007، وهو يتولى رئاسة الكتلة البرلمانية للحزب الشيوعي الروسي في المجلس. وهو أيضًا عضو في الجمعية البرلمانية لمجلس أوروبا منذ 1996. ترشح غينادي زوغانوف في انتخابات الرئاسة الروسية 1996 وحصل على 32% من الأصوات، وحل بذلك ثانيًا بعد بوريس يلتسن الذي حصل على 53%. وترشح أيضًا في نتخابات الرئاسة 2008 وحصل على 17.76% من نسبة الأصوات، وحل ثانيًا بعد المرشح الفائز ديمتري مدفيديف. وترشح في انتخابات الرئاسة للعام 2012 وحل ثانيًا بنسبة 17.18% أمام منافسه الفائز فلاديمير بوتين.

## رؤى سياسية

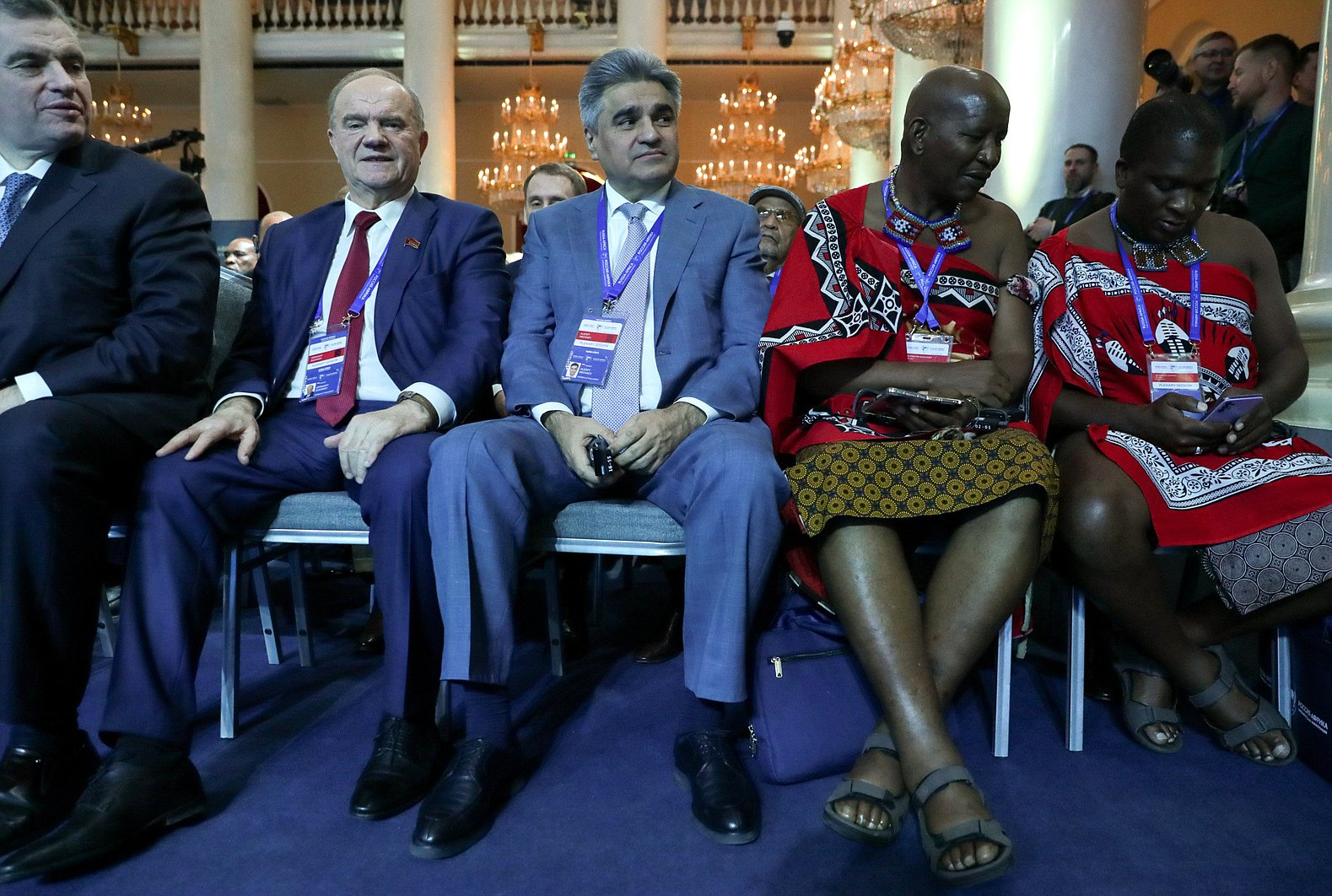
المؤتمر البرلماني الدولي الثاني روسيا – أفريقيا، 19-20 مارس 2023

في إطار الثورة السورية 2011-2012 والحملة الانتخابية الرئاسية للعام 2012 قال زوغانوف أن سوريا هي آخر حليف لروسيا في الشرق الأوسط، وقال أنه يجب على القيادة الروسية بذل كل الجهود للحيلولة دون فقدان هذا البلد.

## وصلات خارجية
- غينادي زوغانوف على موقع IMDb (الإنجليزية)
- غينادي زوغانوف على موقع الموسوعة البريطانية (الإنجليزية)
- غينادي زوغانوف على موقع مونزينجر (الألمانية)
- غينادي زوغانوف على موقع قاعدة بيانات الفيلم (الإنجليزية)

- الصفحة الرسمية لغينادي زوغانوف (روسية)